# The Pussycat Dolls
The Pussycat Dolls foi um girl group estadunidense, fundado em Los Angeles, Califórnia, em 2003. Originalmente composto por seis integrantes: Nicole Scherzinger, Carmit Bachar, Ashley Roberts, Jessica Sutta, Melody Thornton e Kimberly Wyatt. Entre 1995 e 2003, o grupo existiu apenas como uma trupe burlesca criada pela coreógrafa Robin Antin. Depois de atrair a atenção da mídia, Antin negociou um contrato com a gravadora Interscope Records em 2003, transformando a trupe em um conjunto musical. Elas alcançaram sucesso mundial com singles, como "Don't Cha", "Buttons" e "Stickwitu", de seu álbum de estreia intitulado PCD (2005). No entanto, apesar de seu sucesso, o grupo foi abalado por conflitos internos devido à ênfase exagerada em Scherzinger e ao descaso dado as outras membros. A saída de Bachar antecedeu o lançamento do segundo e último álbum de estúdio da banda, Doll Domination, dele foram extraídos os singles "When I Grow Up", "I Hate This Part", "Hush Hush; Hush Hush" e "Jai Ho! (You Are My Destiny)".
Em 2010, elas anunciaram um pequeno hiato que mais tarde foi revelado como uma separação definitiva. A marca Dolls diversificou-se em mercadorias, reality shows, uma residência em Las Vegas, licenciamentos, grupos musicais secundários (Girlicious, Paradiso Girls, G.R.L.) e outros empreendimentos. A Billboard classificou as Pussycat Dolls como o 80º artista musical de maior sucesso dos anos 2000. O grupo vendeu 54 milhões de gravações em todo o mundo, tornando-se um dos girl groups mais bem sucedidos de todos os tempos. Em 2012, o VH1 as listaram no 100.º lugar na lista das 100 Maiores Mulheres da Música.

## História

### 1995—2002: Criação e Trupe Burlesca
Em 1990 Robin Antin, ao lado das atrizes Carla Kama e Christina Applegate, começou a explorar a ideia de ter uma trupe burlesca, sendo que essa ideia só foi consolidada cinco anos depois, em 1995. Durante esse período, a trupe teve diversas integrantes, apresentando-se com inúmeras cantoras convidadas, com um repertório padrão da música popular dos anos 50 e 60. As integrantes vestiam lingeries e/ou se fantasiavam como pin-ups. As apresentações ocorreram nas noites de quinta-feira na The Viper Room, uma discoteca de Los Angeles, entre 1995 e 2001. A trupe foi destaque no longa metragem intitulado Matters of Consequence, onde Antin teve papel coadjuvante.
O conjunto recebeu maior destaque da imprensa a partir de junho de 1999 quando, no mínimo sete integrantes (Kasey Campbell, Kiva Dawson, Antonietta Macri, Erica Breckels, Katie Bergold, Erica Gudis e Lindsley Allen), posaram semi-nuas para a revista Playboy. Três anos depois, o grupo mudou-se para a Roxy Theatre e, a partir dai, torna-se conhecido por aparições em revistas, especiais de televisão para a MTV e VH1, campanhas publicitárias e cinema. Algumas integrantes participaram do filme Charlie's Angels: Full Throttle, dançando "O Tema da Pantera cor de Rosa". Além disso, também participaram do videoclipe do single "Trouble", de P!nk. Juntamente com Christina Applegate, Christina Aguilera e Carmen Electra que, muitas vezes desempenhava o papel de vocalista do grupo, a trupe foi destaque da revista Maxmen em 2002.
Segundo Carmit Bachar, foi graças à cantora Gwen Stefani que o Pussycat Dolls passou de grupo burlesco para grupo musical. Stefani chamou os chefes da gravadora para assistirem a uma apresentação do conjunto. Eles adoraram e, então, elas assinaram um contrato com os produtores musicais Jimmy Lovine e Ron Fair. A então trupe, agora grupo de música pop, tornaram-se funcionárias do selo de Lovine, a Interscope Records. Carmen Electra resolveu não acompanhar o grupo em sua nova fase, alegando que já havia feito parte por "mais de dois anos e fiz cada show com elas. Mas, financeiramente, eu não posso continuar com essa nova fase".

### 2003—07: Formação do grupo musical ePCD

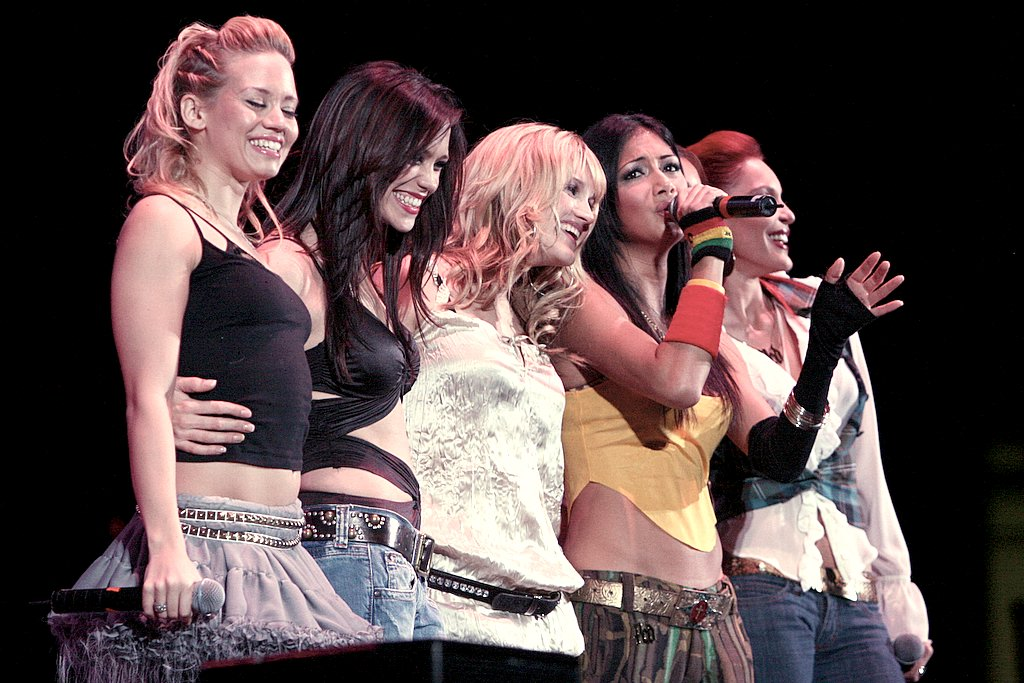
As Pussycat Dolls apresentando "Stickwitu" em 2005.

Durante o ano de 2003, Antin fez uma empreendimento conjunto com a Interscope Records para transformar as Pussycat Dolls em um conjunto musical, com Jimmy Iovine designando o projeto para Ron Fair. As audições seguiram com objetivo de encontrar integrantes que não fossem conhecidas da mídia. As cantoras Nicole Scherzinger e Melody Thornton foram selecionadas, juntando-se a Carmit Bachar, Ashley Roberts, Jessica Sutta e Kimberly Wyatt para formar o novo grupo musical. Em fevereiro de 2004, elas cantaram "Big Spender" ao vivo no MTV Asia Awards. Em 2004, gravaram "We Went as Far as We Felt Like Going" para a trilha sonora de Shark Tale e, em seguida, "Sway", que é destaque na trilha sonora de Shall We Dance?
O álbum de estreia do grupo, PCD, chegou às lojas em setembro de 2005. O primeiro single, "Don't Cha", com participação do rapper Busta Rhymes, alcançou o primeiro lugar nas tabelas musicais de vários países, incluindo o Reino Unido e Austrália, e o segundo posto na estadunidense Billboard Hot 100. O segundo, "Stickwitu", atingiu o número cinco na mesma parada e ganhou uma indicação ao Grammy na categoria Melhor Performance Pop por um Duo ou Grupo com Vocais. Snoop Dogg foi adicionado a um remix de "Buttons", que tornou-se um sucesso mundial atingindo o número três na Billboard Hot 100. PCD atingiu o seu pico no quinto posto da Billboard 200 nos Estados Unidos, e recebeu o certificado de platina por duas vezes pela Recording Industry Association of America (RIAA). Ao todo, vendeu mais de 9 milhões de cópias em todo o mundo.
As Pussycat Dolls embarcaram em sua primeira turnê mundial, a PCD World Tour, com Rihanna como o artista de abertura. O sucesso do álbum de estreia do grupo trouxe-lhes uma grande variedade de spin-offs, incluindo uma série da CW, The Pussycat Dolls Present: The Search for the Next Doll. Na primeira temporada, o objetivo do programa era adicionar uma sétima integrante ao conjunto. A cantora Asia Nitollano foi anunciada como a vencedora, em 24 de abril de 2007. No entanto, ela nunca chegou a integrar o grupo, pois preferiu continuar como solista.

### 2008—2010:Doll Dominatione fim da segunda formação

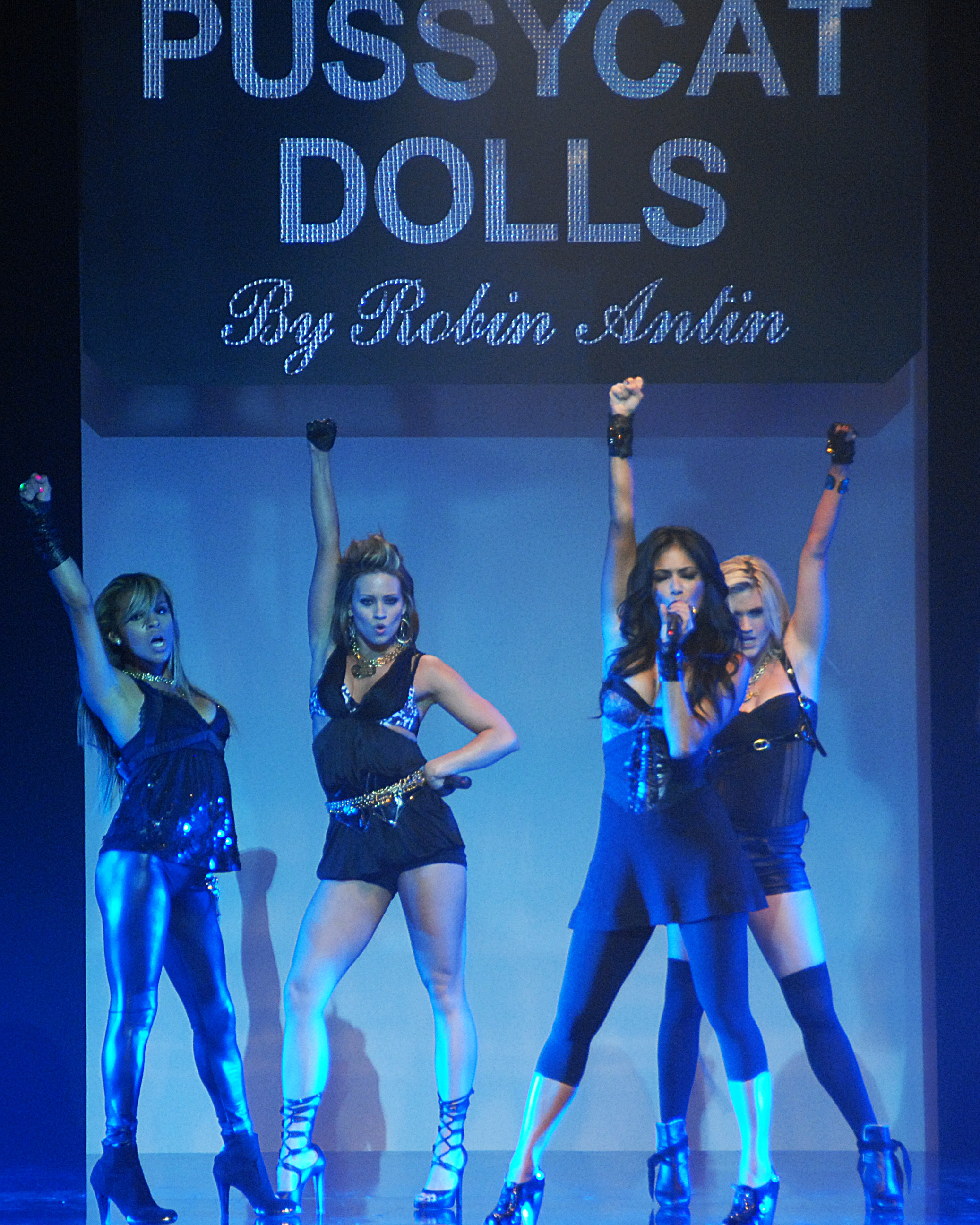
As Pussycat Dolls durante uma apresentação em 2008.

Em 3 de março de 2008, Bachar anunciou, através de um site, que estava deixando o Pussycat Dolls com a intenção de seguir carreira solo. Até aquele momento, ela era a integrante mais longeva do grupo, juntando-se em 1995 quando elas eram, ainda, uma trupe burlesca. Vários dias depois, as remanescentes se apresentaram pela primeira vez, como um quinteto, para o concerto Operação MySpace, que homenageava as tropas estadunidenses estacionadas no Kuwait. No dia 20 de maio foi liberado "When I Grow Up", o primeiro single de Doll Domination, o segundo álbum da meninas. Nos MTV Video Music Awards, realizado naquele ano, o videoclipe da faixa foi indicado para seis prêmios, a maior quantidade daquela edição. O disco, lançado em setembro, chegou até a vice-liderança da Billboard 200. Contudo, não conseguiu igualar as vendas de seu predecessor, comercializando menos de um sexto do que PCD e sendo considerando uma decepção comercial. Três singles subsequentes foram divulgados, "Whatcha Think About That", "Out of This Club" e "I Hate This Part"; o último citado foi o mais bem sucedido, atingindo o 11.º lugar na  Billboard Hot 100.
Em janeiro de 2009, as Pussycat Dolls embarcaram na Doll Domination Tour, sua segunda turnê mundial, que contou com apresentações na Europa, Oceania e Ásia e arrecadou mais de 14 milhões de dólares. Nesse período, o grupo também abriu para Britney Spears, durante a passagem norte-americana da digressão The Circus Starring Britney Spears. Durante o primeiro show da Doll Domination Tour em Sydney, Sutta sofreu uma lesão nas costas, o que levou o grupo a se apresentar como um quarteto durante as datas seguintes. Durante a passagem pela Europa, Scherzinger foi convidada para regravar "Jai Ho", que integrou o filme Slumdog Millionaire (2008). A música foi re-intitulada "Jai Ho! (You Are My Destiny)" e apresentou o nome da cantora de forma separada ao do grupo, causando um desconforto interno entre as integrantes e uma queixa pública por parte de Thornton durante um concerto. Apesar disso, tornou-se um dos seus singles mais bem sucedidos, atingindo o 15º lugar na Billboard Hot 100. Os dois últimos focos de promoção do projeto, "Bottle Pop" e "Hush Hush; Hush Hush", ficaram no topo da parada genérica Hot Dance Club Songs. Enquanto isso, Doll Domination foi reeditado em versões reduzidas em vários territórios; na Austrália, o álbum foi relançado como 2.0., com 10 músicas e um extended play (EP), intitulado The Mini Collection, foi lançado no Reino Unido. Após a conclusão da turnê, o grupo anunciou que estavam entrado em hiato, antes de engatar um novo projeto. Em fevereiro de 2010, Sutta, Roberts e Wyatt anunciaram que estavam deixando a banda. Com isso, Antin anunciou que o Pussycat Dolls ganharia uma nova formação, em breve, e que as substitutas seriam anunciadas para dar continuidade ao grupo ao lado de Scherzinger. Contudo, esta última também anunciou que estava se retirando do projeto, para seguir carreira solo. Mais tarde, Wyatt anunciou que "o grupo havia se separado definitivamente".

### 2017—22: Reunião e segunda dissolução

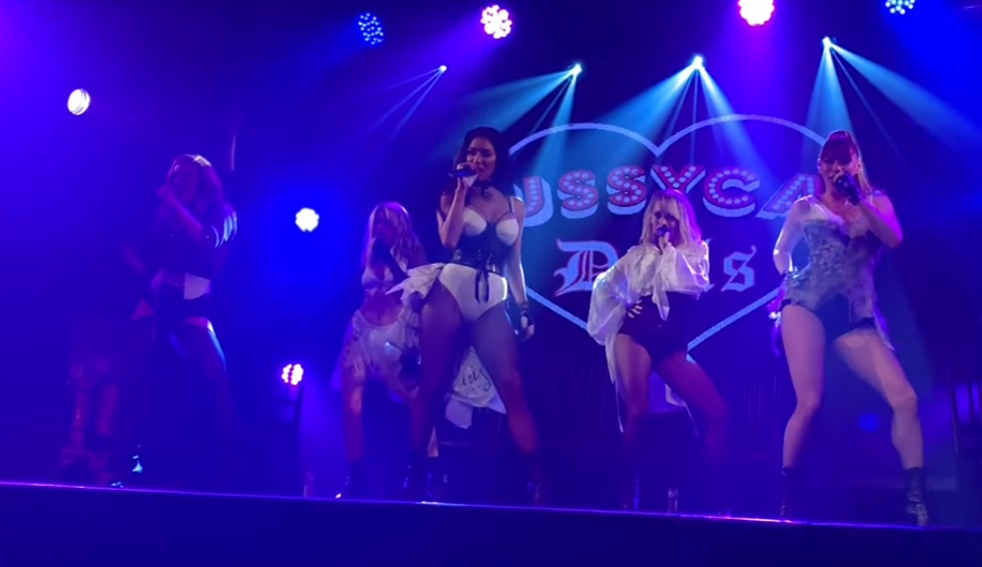
As Pussycat Dolls apresentando "React" ao vivo na National Student Pride em 2020.

Em outubro de 2017, Dan Wootton, do jornal The Sun, relatou que as integrantes do grupo estavam pensando em se reunir e sair em turnê em 2018, mas Bachar era a única que não estava de acordo. Na semana seguinte, foram criados sites de mídia social, alimentando ainda mais a especulação em torno de uma reunião. Em 25 de abril de 2018, durante uma aparição no The Chris Ramsey Show, Wyatt afirmou que a banda poderia se reunir antes do final do ano, dizendo: "Estamos todas em um lugar onde estamos meio que prontas para reviver isso tudo de novo e fazer com que seja divertido [...] Então, sim, estamos analisando as possibilidades".
Em 25 de junho de 2019, o periódico The New York Times listou o Pussycat Dolls entre centenas de artistas cujas fitas masters foram supostamente destruídas no incêndio de 2008 no Universal Studios. A extensão dos danos e perdas não era conhecida devido aos relatórios conflitantes sobre o número de masters mantidas em armazenamento. Mais tarde, em setembro de 2019, o ET informou que Scherzinger juntou-se as ex-membros do Pussycat Dolls para novas sessões de estúdio e a banda se reuniria para uma turnê em 2020. O juiz do The X Factor, Louis Walsh, confirmou que as Pussycat Dolls estariam se apresentando no final de The X Factor: Celebrity em 30 de novembro de 2019. A banda confirmou seu reencontro na estação de rádio britânica Heart, garantindo que Bachar, Roberts, Scherzinger, Sutta e Wyatt estavam gravando novas músicas e anunciou nove datas da turnê para 2020. Segundo Antin, Thornton não participaria pois não sentia ser o momento ideal. O grupo deixou a porta aberta para ela se juntar em uma data posterior. Em 7 de fevereiro de 2020, as The Pussycat Dolls lançaram sua mais nova música "React", junto de um videoclipe. Em novembro de 2021, Antin entrou com um processo contra Scherzinger dizendo que a mesma havia exigido mais do que lhe fora oferecido originalmente. Em janeiro de 2022, Scherzinger confirmou oficialmente o cancelamento da turnê em uma postagem no Instagram. Os motivos citados foram "circunstâncias causadas pela pandemia [de COVID 19]".

## Mercadorias

### Mercadoria

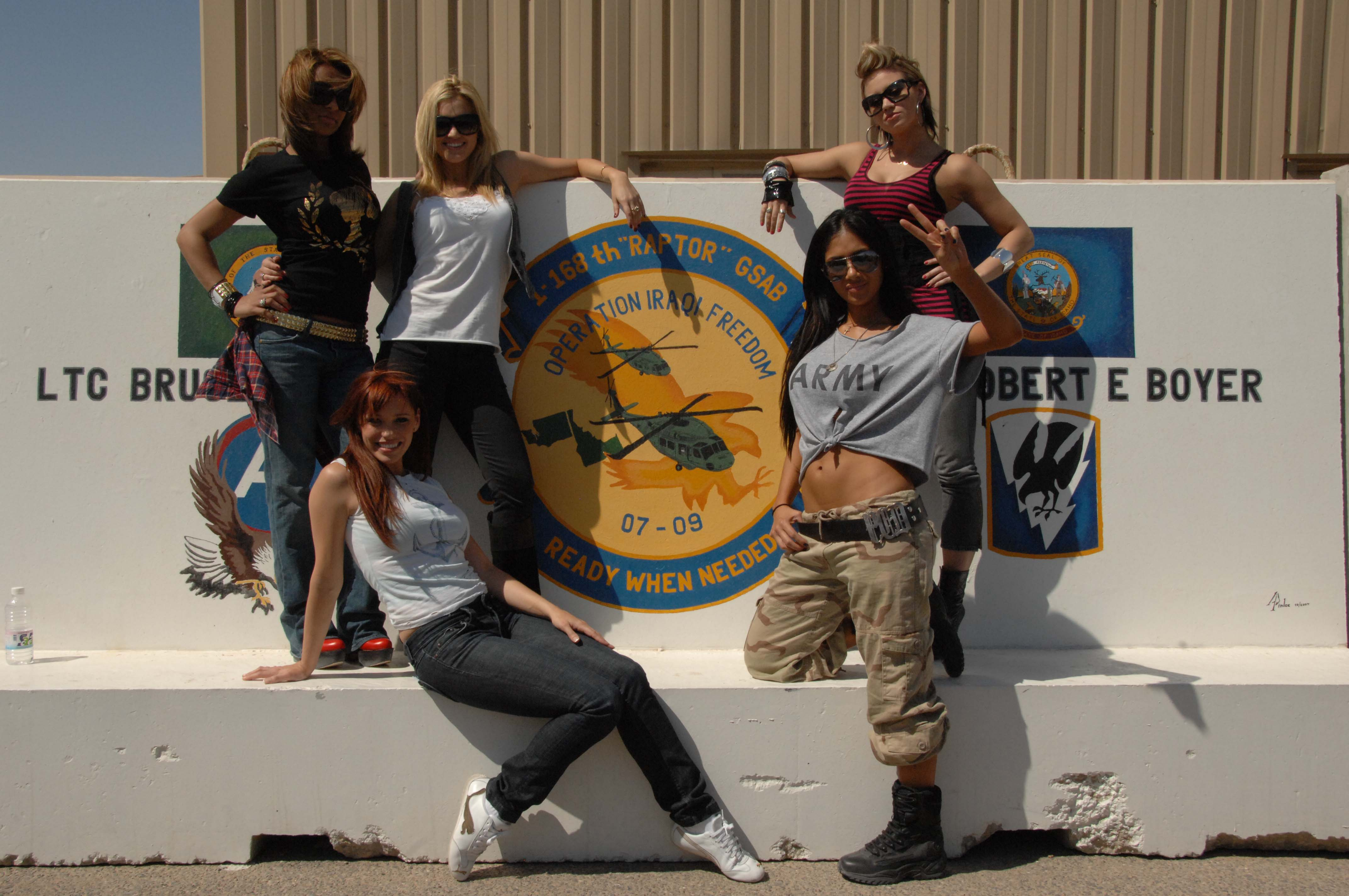
O grupo posando em frente a uma unidade da Operação Liberdade do Iraque no Campo Buehring, Kuwait, em 10 de março de 2008. Elas se apresentaram no concerto Operation: MySpace em apoio aos militares dos EUA na guerra do Iraque.

A fabricante de brinquedos Hasbro fechou um acordo com a Interscope, em 2006, com o objetivo de comercializar bonecas baseadas no Pussycat Dolls, voltadas para crianças de 6 à 9 anos de idade. No entanto, os grupos Dads and Daughters e Campaign for a Commercial-Free Childhood, pressionaram a empresa. Segundo eles, as Pussycat Dolls teriam conteúdo inadequado para crianças, devido à natureza sexual de suas canções, videoclipes e apresentações ao vivo. Ainda foi fechado um acordo com a Estée Lauder, para fabricação de uma linha de cosméticos com a marca do grupo.
Em 2008, Antin e a La Senza produziram uma linha de lingerie chamadas "Shhh...by Robin Antin". Em dezembro de 2009, Antin lançou o DVD Robin Antin's Pussycat Dolls Workout, que conta com a participação de Chrystina Sayers, ex-membro do Girlicious, e Nicole Scherzinger.

### Lounge Burlesco
Em paralelo com a franquia Pussycat Dolls como um conjunto musical, um show ao vivo começou no "Pussycat Dolls Lounge" adjacente ao Pure Nightclub no Caesars Palace na Las Vegas Strip. Este show contém "membros do elenco" que se apresentam no estilo burlesco. O salão traz um ambiente interativo com dançarinos dançando dentro de uma banheira incrustada e em plataformas elevadas em todo o local de 4.500 metros quadrados. O cassino permite que os visitantes joguem blackjack, roleta ou assista a performance de dançarinos go-go boys.

## Controvérsias

### Multas
Em 2006, o Pussycat Dolls enfrentou problemas com as autoridades de Kuala Lumpur pelas coreografias sexualmente explícitas. A performance, parte da PCD World Tour, não foi bem recebida no estado muçulmano, que desaprovou o "traje de arregalar os olhos" e as "coreografias no palco sexualmente sugestivas". A Absolute Entertainment, a empresa por trás da apresentação do grupo na Malásia, foi multada em 3 mil dólares pelo incidente.

### Ênfase excessivo em Scherzinger
Margeaux Watson, da Entertainment Weekly, criticou o grupo por sua ênfase exagerada em Scherzinger. Ele opinou: "Há dois tipos de grupos femininos: aqueles liderados por uma superstar (The Supremes e Destiny's Child), e aqueles compostos de personalidades carismáticas dotadas por integrantes com personalidades distintas (Spice Girls e TLC). As Pussycat Dolls não são nem um, nem outro, elas são uma marca, não uma banda. Esta afirmação se contata no multi-platinado álbum PCD de 2005, onde se encontra a líder Nicole Scherzinger no centro das atenções, e ela não é Beyoncé. Quanto as outras integrantes, você "sabe o nome delas? Você se quer sabe quantas são?".
Como parte de um especial Behind the Music sobre a carreira de Scherzinger, ela alegou que não queria se meter em problemas por suas revelações, explicando que as outras membros nem se quer ouvia as músicas antes de gravarem. Kaya Jones afirmou que Scherzinger se tornou o vocalista do grupo porque "havia muito mais acontecendo nos bastidores". Como ela disse ao TMZ, "Nicole sempre foi alguém que queria estar no centro das atenções e faria praticamente qualquer coisa para conseguir. [...] deixar as outras garotas nos guarda-roupas da Pussycat Dolls foi muito absurdo  [...] cada garota do grupo era talentosa".

### Alegadas razões para separação
Durante uma entrevista em novembro de 2012, Bachar insistiu que Scherzinger foi a principal razão pela qual o grupo se separou. Ela descreveu as meninas "como irmãs" no começo, mas o ego e a insegurança de Scherzinger começaram a dominar a banda, dizendo: "Eu acho que Nicole colocou na cabeça que ela era a verdadeira estrela e começou a viajar em seu próprio ego e a divisão entre ela e o resto acabou por ficar maior. Nicole escolheu se isolar e se alienar." Bachar também disse: "A banda desmoronou depois que eu saí. Eu era a pacificadora - a cola que as mantinham juntas. Houve alguma conversa sobre adicionar outra pessoa, mas elas acabaram não me substituído. Até Jessica pintou o cabelo de vermelho para se parecer comigo, mas os fãs não se encantaram com isso".
Apesar de ser uma concorrente na 12 ª temporada da série I'm a Celebrity...Get Me Out of Here!, Roberts revelou: "Mesmo no grupo, eu não tinha permissão para falar [nas entrevistas], nos disseram para ficarmos quietas. Só Nicole podia conversar. Às vezes nós nem nos apresentávamos." Ela desabafou sua frustração sobre isso e revelou que nada no grupo foi dividido igualmente; "Por que você acha que a banda acabou?, olha o U2, eles continuam juntos até hoje, isso é porque eles souberam dividir tudo  igualmente."

## Legado

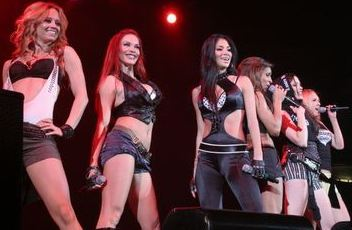
As Pussycat Dolls se apresentando no Tacoma Dome, Washington, em 10 de dezembro de 2006.

Com apenas dois álbuns de estúdio, o Pussycat Dolls se tornou um dos girl groups mais vendido da década de 2000, da era digital, e de todos os tempos. Desde a formação do grupo em 2003, elas venderam 54 milhões de discos e singles em todo o mundo. O VH1 as incluiu na última colocação na lista das 100 Maiores Mulheres na Música. A Billboard também classificou o grupo como um dos mais bem sucedidos da década de 2000 em suas paradas musicais. James Montgomery, da MTV, comentou que o sucesso do álbum de estreia do grupo PCD, fez das Dolls "as herdeiras do trono das Spice Girls". O disco vendeu mais de 1 milhão de cópias no Reino Unido, tornando-se o mais adquirido de um grupo feminino americano e da década de 2000 no país. O sucesso do álbum levou-as a se tornar o grupo feminino de maior sucesso no mundo desde as Spice Girls no final dos anos 90.
As Pussycat Dolls têm uma série de singles de sucesso: "Don't Cha" vendeu mais de 3 milhões de cópias nos Estados Unidos, tornando-se a música mais vendida de todos os tempos por um grupo feminino no país. Com mais de 6 milhões de unidades comercializadas em todo o mundo, tornou-se um dos singles mais vendidos de todos os tempos. Ele foi incluído na lista de Melhores Canções dos 2000s pelo VH1. A The Official Charts Company listou "Don't Cha" e "Jai Ho! (You Are My Destiny)" no número 5 e 39, como a música mais baixada desde o seu lançamento, respectivamente. O último criou um marco para a Billboard como a maior subida em uma semana na história do Billboard 100. "Jai Ho! (You Are My Destiny)" e "Don't Cha" são duas das canções mais vendidas na Austrália e no Reino Unido. O videoclipe de "Don't Cha" é considerado como um dos mais "icônicos" na história dos grupos femininos. Andrew Unterberger, da Billboard, avaliou: "Era inevitável que a música e o vídeo se tornassem massivos, com a música esquentando a parada da Hot 100 e o vídeo estabelecendo o sucesso televisivo do grupo na MTV". "Buttons" também é considerado como um dos vídeos mais sexys já feitos, segundo o AOL Music, MuchMusic, Fuse, e VH1. Com "Buttons" ultrapassando 2 milhões de downloads digitais, as Pussycat Dolls se tornaram o primeiro grupo exclusivamente feminino na história digital a ter três singles — junto com "Don't Cha" e "When I Grow Up" — com mais de dois milhões em vendas digitais.

## Spin-offs
Uma segunda temporada de Pussycat Dolls Present começou como Pussycat Dolls Present: Girlicious, que tinha o objetivo de encontrar garotas para se tornarem parte de um novo grupo feminino de quatro membros; o Girlicious. A Interscope Records, formou um grupo spin-off baseado em Londres chamado Paradiso Girls através de uma audição aberta. Em 2010, elas foram separadas e uma nova promoção planejado do seu álbum de estreia, Crazy Horse, foi cancelada, desestabilizando o grupo. Ao longo de 2011 e 2012, Antin falou sobre o lançamento de uma nova formação para o Pussycat Dolls, com vários novos membros nomeados. Em fevereiro de 2013, Antin anunciou que havia abandonado os planos para a nova formação para substituir a antiga formação do Pussycat Dolls e, em vez disso, formaria um novo grupo feminino que segundo ela, será a "próxima geração". Elas acabaram se tornando conhecidas como G.R.L. e lançaram seu single de estréia, "Vacation", em 16 de junho, como uma faixa do lado B para o single "Ooh La La" da cantora Britney Spears.

## Discografia
- PCD (2005)
- Doll Domination (2008)

## Turnês
| Própria - PCD World Tour (2006-07) - Doll Domination World Tour (2009) - The Pussycat Dolls Tour (2020-21; cancelada) | Abertura - Honda Civic Tour (2006) - Back to Basics Tour (2007) - The Circus Starring Britney Spears (2009) |